# Port lotniczy Mbigou
Port lotniczy Mbigou (ICAO: FOGG, IATA: MBC) – krajowy port lotniczy położony w Mbigou, w Gabonie.